# Luigi Zonghi
Luigi Zonghi (Orvieto, 6 settembre 1959 – Viterbo, 9 febbraio 2023) è stato uno schermidore italiano, specializzato nel fioretto, atleta azzurro dal 1983 al 1994.

## Palmarès
Nel 1983 vince il suo primo bronzo nel fioretto a squadre ai campionati del mondo a Parigi.
Nel 1984 alle paralimpiadi di Stocke Mandeville (Londra) vinse l'argento nel fioretto a squadre.
Nel 1985 ai campionati europei di Foggia vinse l'argento nella spada a squadre.
Nel 1986 ai campionati del mondo di Stocke Mandeville vinse la sua prima medaglia nelle gare individuali (bronzo) nel fioretto individuale.
Nel 1987 ai campionati europei di Glasgow in Scozia vinse 3 bronzi: fioretto individuale; fioretto a squadre e spada a squadre.
Nel 1988 alle paralimpiadi di Seul raggiunse l'apice della sua carriera conquistando l'oro nella spada individuale. Inoltre nelle stesse paralimpiadi vinse altri 2 bronzi nella spada e nel fioretto a squadre.
Nel 1994 si ripresentò ai campionati del mondo a Honk Hong in veste di capitano della nazionale italiana e chiuse la sua carriera conquistando l'argento nel fioretto a squadre.